# Mayumi Asano
Pour les articles homonymes, voir Asano.
Mayumi Asano (浅野 まゆみ, Asano Mayumi) est une seiyū (doubleuse japonaise) née le 13 novembre 1969 à Tōkyō.

## Prestations notables
- Rina Toin dans Pichi Pichi Pitch : La Mélodie des Sirènes
- Rob Pecola dans Pecola
- Gascogne Rheingau dans Vandread
- Suzumi Aogiri dans Ayashi no Ceres
- Klaus Valca dans Last Exile
- Arachne dans Angel sanctuary
- Blue dans Wolf's Rain
- Tomoko Yamada dans Angelic Layer
- Minako Yurihara et Boogiepop Phantom dans Boogiepop Phantom
- Hisoka Kurosaki dans Les Descendants des ténèbres
- Haku dans Naruto
- Hilda dans Eureka Seven
- Vitani adulte dans la version japonaise du film Le Roi lion 2 : L'Honneur de la tribu
- Lila Milla Rira dans Mobile Suit Zeta Gundam : A New Translation
- Veuve Noire dans Disk Wars: The Avengers
- Baiken dans Guilty Gear Xrd